# Religión en Estonia

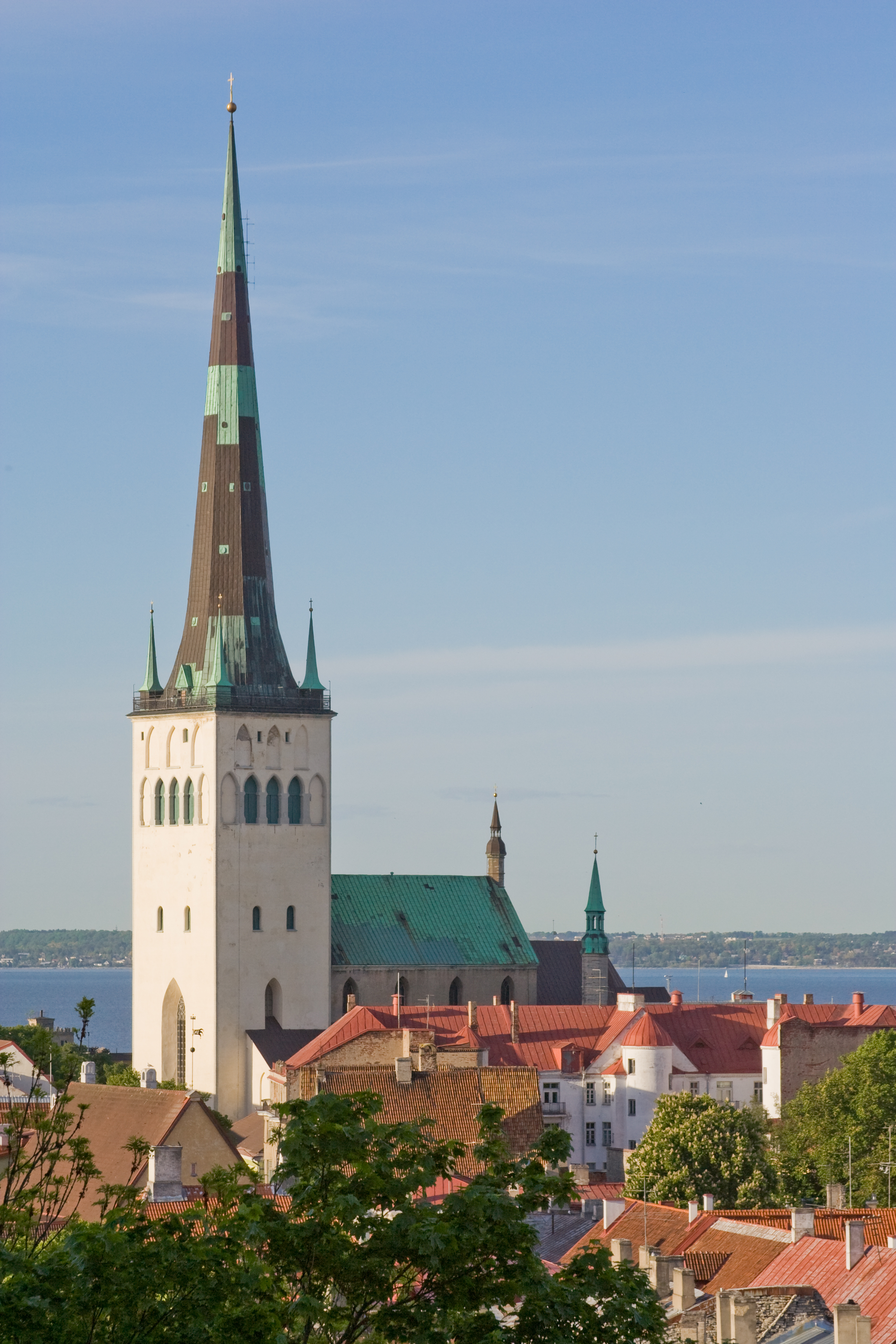
St. Olaf's Church, Tallin

Estonia, históricamente, una nación luterana Protestante, es uno de los países "menos religiosos" en el mundo en términos de actitudes declaradas, y solo el 14% de la población declara que la religión es una parte importante de su vida cotidiana.
La población religiosa es predominantemente cristiana e incluye seguidores de 90 afiliaciones, la mayoría de los cristianos ortodoxos y los cristianos luteranos. Según Ringo Ringvee, "la religión nunca ha jugado un papel importante en el campo de batalla político o ideológico" y que "las tendencias que prevalecieron a fines de la década de 1930 para relaciones más estrechas entre el estado y la iglesia luterana terminaron con la ocupación soviética en 1940". Además, afirma que "la cadena de tradiciones religiosas se rompió en la mayoría de las familias" bajo la política soviética de ateísmo de Estado. Antes de la Segunda Guerra Mundial, Estonia tenía aproximadamente una población del 80% Protestante; abrumadoramente luterano.
Entre el censo de 2001 y 2011, la Iglesia ortodoxa superó el luteranismo para convertirse en la confesión cristiana más grande en el país debido al aumento de la no afiliación entre los estonios. El luteranismo sigue siendo el grupo religioso más popular entre los Estonios (el 11% de ellos son luteranos), mientras que Ortodoxia oriental es practicado principalmente por la mayoría de las minorías eslavas no nativas (~ 45% de ellos son ortodoxos). Según la Universidad de Tartu, los estonios irreligiosos no son necesariamente  ateos; en cambio, los años 2010 han sido testigos de un crecimiento de creencias neopaganas, budistas e hindúes entre aquellos que se declaran "no religiosos".

## Historia

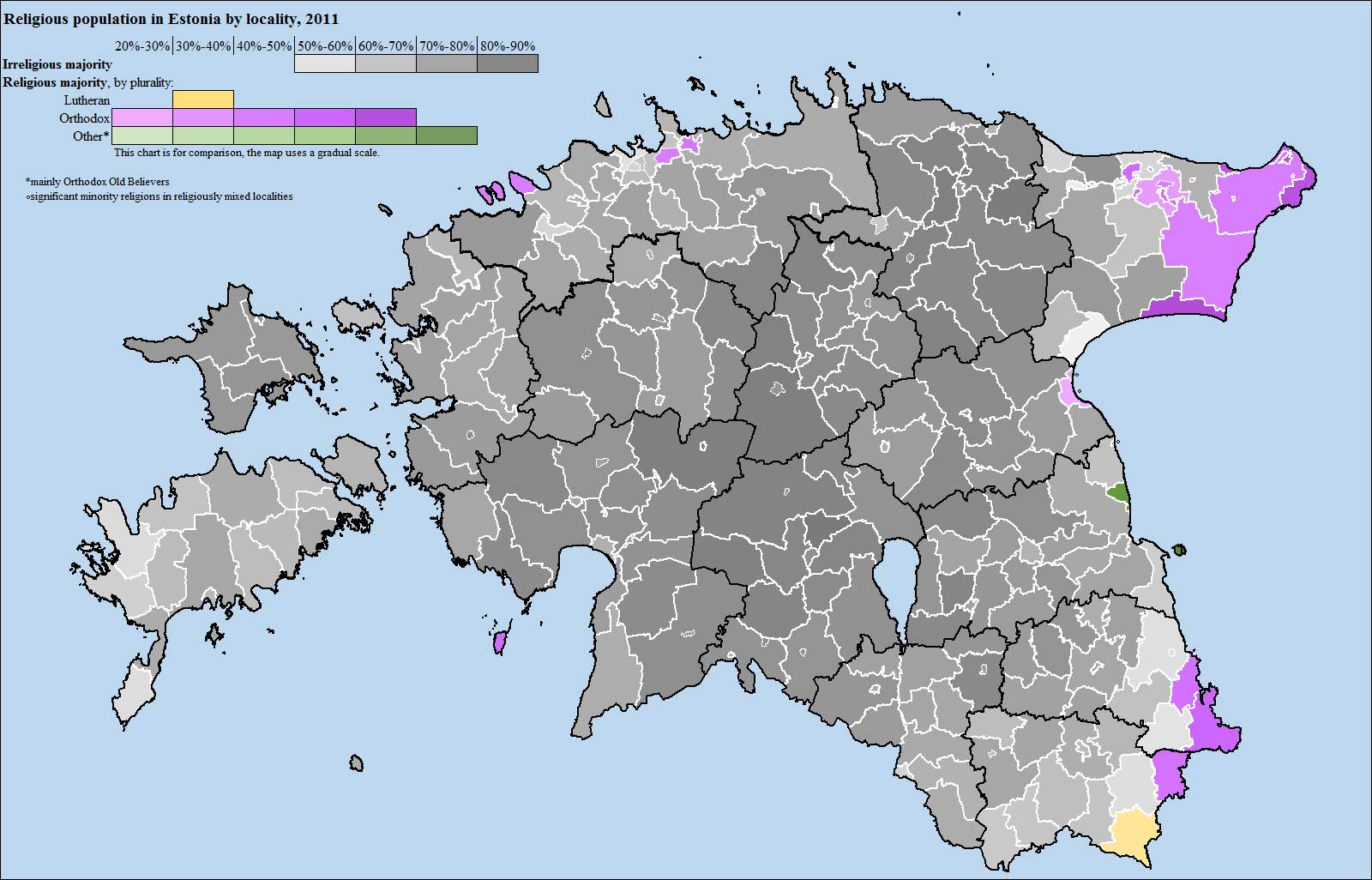
Mapa de religión en Estonia, 2011

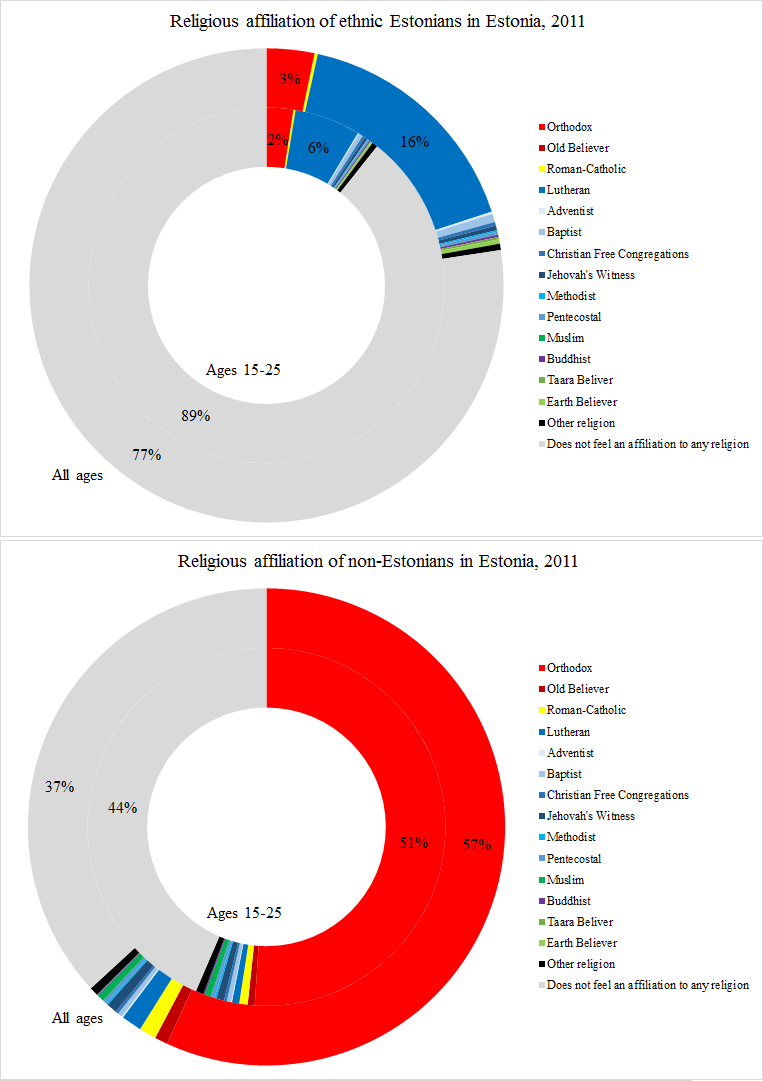
Las diferencias religiosas entre Estonios y los no estonios, entre la juventud y la población de todas las edades.

En el siglo XIII, los Caballeros Teutónicos trajeron el Cristianismo a Estonia y durante la Reforma Protestante, la Iglesia Luterana Evangélica Estonia se convirtió en la iglesia establecida. Antes de la Segunda Guerra Mundial, Estonia tenía aproximadamente el 80% Protestante; abrumadoramente luterano, con individuos adheridos a Calvinismo, así como a otras ramas protestantes. Robert T. Francoeur y Raymond J. Noonan escriben que "En 1925, la iglesia fue separada del estado, pero la  instrucción religiosa permaneció en las escuelas y los clérigos fueron entrenados en la Facultad de Teología en la Universidad de Tartu. Con la ocupación soviética y la implementación de la legislación anticristiana, la iglesia perdió más de dos tercios de su clero. Trabajar con niños, jóvenes, editoriales y así sucesivamente, fue prohibido, la propiedad de la iglesia fue nacionalizada y la Facultad de Teología fue cerrada. Aldis Purs, profesor de historia en la Universidad de Toronto escribe que en Estonia, así como Letonia, algunos clérigos cristianos evangélicos intentaron resistir la política soviética de ateísmo de Estado al participar en actividades antirrégimen tales como el contrabando de Biblias. El texto titulado "El mundo y sus pueblos: Estonia, Letonia, Lituania y Polonia", publicado por Marshall Cavendish, afirma que además de la campaña antirreligiosa soviética en Estonia, que ordenó la confiscación de la propiedad de la iglesia y la deportación de teólogos a Siberia, muchas "iglesias fueron destruidas en la ocupación alemana de Estonia, desde 1941 hasta 1944, y en la Segunda Guerra Mundial (1939-1945)". Después de la disolución de la Unión Soviética, esta legislación antirreligiosa fue anulada.

## Demografía de las religiones
Menos de un tercio de la población se define como creyente; de los que más son ortodoxos orientales, predominantemente, pero no exclusivamente, entre las minorías  eslavas o luteranas. También hay una serie de grupos más pequeños  Musulmán,  Protestante,  Judío y  Budista. La organización Maavalla Koda une a los seguidores de las religiones tradicionales animistas (neopaganismo estonio). La organización rusa Rodnover "Vene Rahvausu Kogudus Eestis" está registrada en Tartu.

## Datos del censo
| Religión               | Censo de 2000        | Censo de 2000 | Censo de 2000 | Censo de 2011 | Censo de 2011 | Censo de 2011 |
| Religión               | Number               | %             | Number        | -%            | %             |               |
| ---------------------- | -------------------- | ------------- | ------------- | ------------- | ------------- | ------------- |
| Religión               | Cristianos ortodoxos | 143.554       | 12,80         | 176.773       | +3.3%         | 16,15         |
| Luteranismo            | 152.237              | 13,57         | 108.513       | -3.6%         | 9,91          |               |
| Baptismo               | 6.009                | 0,54          | 4.507         | -0.2%         | 0,41          |               |
| Catolicismo            | 5.745                | 0,51          | 4.501         | -0.3%         | 0,41          |               |
| Testigos de Jehová     | 3.823                | 0,34          | 3.938         | -             | 0,36          |               |
| Viejos creyentes       | 2.515                | 0,22          | 2.605         | +0.1%         | 0,24          |               |
| Iglesia congregacional | 223                  | 0,02          | 2.189         | +78.9%        | 0,20          |               |
| Paganismo maausk       | 1.058                | 0,09          | 1.925         | +100%         | 0,18          |               |
| Paganismo Taara        | 1.058                | 0,09          | 1.047         | +100%         | 0,10          |               |
| Pentecostalismo        | 2.648                | 0,24          | 1.855         | -0.3%         | 0,17          |               |
| Islam                  | 1.387                | 0,12          | 1.508         | +0.1%         | 0,14          |               |
| Adventistas            | 1.561                | 0,14          | 1.194         | -             | 0,11          |               |
| Budismo                | 622                  | 0,06          | 1.145         | +10%          | 0,10          |               |
| Metodistas             | 1.455                | 0,13          | 1.098         | -             | 0,10          |               |
| Otras religiones       | 4.995                | 0,45          | 8.074         | +30%          | 0,74          |               |
| Irreligión             | 450.458              | 40,16         | 592.588       | +45%          | 54,14         |               |
| Sin declarar           | 343.292              | 30,61         | 181.104       | -14.1%        | 16,55         |               |
| Total1                 | 1.121.582            | 100,00        | 1.094.564     | -             | 100,00        |               |

1Población, personas de 15 años en adelante.

### Religiones por grupo étnico
| Grupo étnico | Población total | Ortodoxos | Ortodoxos | Luteranos | Luteranos | Baptistas | Baptistas | Católicos | Católicos | Testigos de Jehová | Testigos de Jehová | Viejos creyentes | Viejos creyentes | Pentecostales | Pentecostales | Musulmanes | Musulmanes | Budistas | Budistas | Paganos | Paganos | Otros cristianos | Otros cristianos | Otras religiones | Otras religiones | irreligión o sin declarar | irreligión o sin declarar |
| Grupo étnico | Población total | N         | %         | N         | %         | N         | %         | N         | %         | N                  | %                  | N                | %                | N             | %             | N          | %          | N        | %        | N       | %       | N                | %                | N                | %                | N                         | %                         |
| ------------ | --------------- | --------- | --------- | --------- | --------- | --------- | --------- | --------- | --------- | ------------------ | ------------------ | ---------------- | ---------------- | ------------- | ------------- | ---------- | ---------- | -------- | -------- | ------- | ------- | ---------------- | ---------------- | ---------------- | ---------------- | ------------------------- | ------------------------- |
| Estonios     | 902.547         | 20.585    | 2,28      | 104.691   | 11,5      | 3.648     | 0,4       | 1.314     | 0,14      | 1.982              | 0,2                | 194              | 0,02             | 1.086         | 0,1           | 148        | 0,0        | 978      | 0,1      | 2.941   | 0,3     | 4.439            | 0,49             | 2.759            | 0,3              | 605.822                   | 67,12                     |
| Rusos        | 326.235         | 142.971   | 43,8      | 862       | 0,26      | 515       | 0,15      | 560       | 0,17      | 1.322              | 0,4                | 2.368            | 0,72             | 512           | 0,15          | 107        | 0,03       | 114      | 0,03     | —       | —       | 1.344            | 0,41             | 687              | 0,21             | 140.223                   | 42,9                      |
| Ucranianos   | 22.573          | 10.816    | 47,9      | 99        | 0,43      | 155       | 0,68      | 121       | 0,53      | 330                | 1,46               | —                | —                | 147           | 0.65          | —          | —          | —        | —        | —       | —       | 252              | 1,1              | 159              | 0,7              | 9.416                     | 41,7                      |
| Bielorrusos  | 12.579          | 6.188     | 49,1      | 44        | 0,34      | 44        | 0,34      | 598       | 4,7       | 55                 | 0,43               | —                | —                | 22            | 0,17          | —          | —          | —        | —        | —       | —       | 55               | 0,43             | 45               | 0,35             | 5.188                     | 41,2                      |
| Finlandeses  | 7.589           | 818       | 10,7      | 1.948     | 25,6      | 36        | 0,47      | 33        | 0,43      | 108                | 1,4                | 7                | 0,1              | 21            | 0,27          | —          | —          | 9        | 0,11     | 8       | 0,1     | 45               | 0,59             | 29               | 0,38             | 4.131                     | 54,4                      |
| Tártaros     | 1.993           | 174       | 8,7       | 5         | 0,25      | 4         | 0,2       | —         | —         | 5                  | 0,25               | —                | —                | 7             | 0,35          | 604        | 30,3       | —        | —        | —       | —       | 8                | 0,4              | 8                | 0,4              | 1.067                     | 53,5                      |
| Letones      | 1.764           | 254       | 14,3      | 221       | 12,5      | 9         | 0,5       | 140       | 7,9       | 7                  | 0,39               | 3                | 0,17             | 6             | 0,34          | —          | —          | —        | —        | —       | —       | 13               | 0,73             | 8                | 0,45             | 954                       | 54                        |
| Alemanes     | 1.544           | 274       | 17,7      | 203       | 13,1      | 26        | 1,68      | 78        | 5         | 14                 | 0.9                | —                | —                | 6             | 0,38          | —          | —          | —        | —        | —       | —       | 31               | 2                | 15               | 0,97             | 734                       | 47,4                      |

## Resultados de encuestas
Según el Eurobarómetro de la Comisión Europea realizada en 2010,  El 18% de la población estonia respondió que "creen que hay un Dios", el 50% respondió que "creen que hay algún tipo de espíritu o fuerza vital", y el 29% respondió que "no creen que haya algún tipo de espíritu, dios o fuerza vital ". En 2015, la misma encuesta encontró que el 58,6% de los estonios se consideraban cristianos, divididos en 23,2% ortodoxos orientales, 9,0% protestantes, 2,8% católicos y 23,6% otros cristianos. Las personas no afiliadas constituían el 38,8% de los encuestados y se dividieron en ateos con 22,2% y agnósticos con 16,6%.
Una encuesta realizada en 2006-2008 por Gallup mostró que el 14% de los estonios respondió positivamente a la pregunta: "¿Es la religión una parte importante de su vida cotidiana?", Que fue la más baja entre los 143 países encuestados.
La encuesta más reciente de Pew Research Center, encontró que en 2015 el 51% de la población de Estonia se declaró cristiana, el 45% irreligiosa - una categoría que incluye ateos, agnósticos y aquellos que describen su religión como "nada en particular", mientras que el 2% pertenecía a otras creencias. Los cristianos estaban divididos entre el 25% de ortodoxos orientales, el 20% de luteranos, el 5% de otros cristianos y el 1% de católicos. WMientras que los irreligiosos se dividieron entre 9% como ateos, 1% como agnósticos y 35% como nada en particular.
En el mismo año,  ISSP encontró que el 57,0% de la población estonia declaró pertenecer a una confesión cristiana, dividida en un 27.6% ortodoxos, un 26,0% luteranos y el 3,3% pertenecía a confesiones cristianas más pequeñas. Solo el 38,9% declaró no tener religión.